# Tratamiento de los residuos de construcción y demolición de la obra

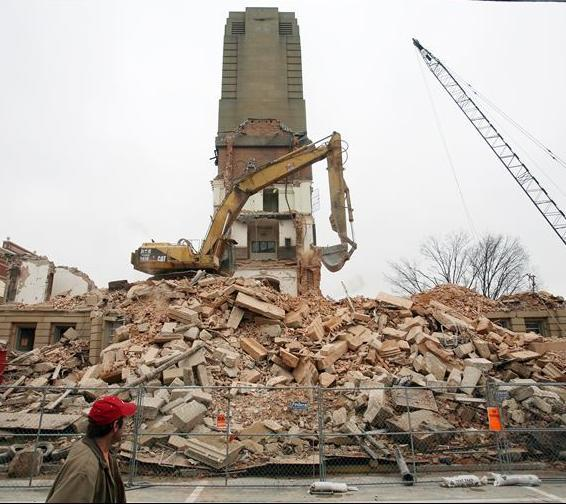
Demolición de edificio.

La construcción de infraestructuras y edificaciones de nueva planta, así como la demolición de inmuebles incluso pequeñas obras de reforma de viviendas y locales, generan residuos que deben ser gestionados de modo que se garantice el derecho de todos los ciudadanos a disfrutar de un medio ambiente adecuado para el desarrollo de la persona. 
Dichos residuos forman la categoría denominada residuos de construcción y demolición.

## España
El Plan de Gestión de Residuos Construcción-Demolición (RCD)  es una exigencia del Real Decreto 105/2008, que en el Reino de España regula la producción y la gestión de este tipo de residuos, siendo aplicable a todo tipo de obras: edificación, urbanización, demolición, reforma, etc.

"...Este real decreto tiene por objeto establecer el régimen jurídico de la producción y gestión de los residuos de construcción y demolición, con el fin de fomentar, por este orden, su prevención, reutilización, reciclado y otras formas de valorización, asegurando que los destinados a operaciones de eliminación reciban un tratamiento adecuado, y contribuir a un desarrollo sostenible de la actividad de construcción..."
Artículo 1. Objeto.

## Estudio de gestión de residuos de construcción y demolición
El mencionado Real Decreto en su artículo 4 (Obligaciones del productor de residuos de construcción y demolición) establece la obligatoriedad de incluir en el proyecto de ejecución de todas las obras, el estudio de gestión de residuos de construcción y demolición. Dicho documento deberá contener:
- Estimación de la cantidad, expresada en toneladas y en metros cúbicos, de los residuos de construcción y demolición que se generarán en la obra.[2]
- Medidas de prevención de riesgos laborales a disponer.
- Operaciones de reutilización, valorización o eliminación.
- Medidas para la separación de los residuos en obra.[3]
- Planos de las instalaciones previstas para el almacenamiento, manejo, separación y, en su caso, otras operaciones de gestión de los residuos dentro de la obra.
- Prescripciones específicas a incluir en el pliego de condiciones  del proyecto.
- Valoración del coste previsto de esta gestión de que formará parte del presupuesto del proyecto formando un capítulo independiente.

### Separación de los residuos en obra
Los residuos de construcción y demolición deberán separarse en las siguientes fracciones, cuando, de forma individualizada para cada una de dichas fracciones, la cantidad prevista de generación para el total de la obra supere estas cantidades:
- Hormigón: 80 Tm;
- Materiales cerámicos,  ladrillos y tejas: 40 t.;
- Metal: 2 t.;
- Madera: 1 t.;
- Vidrio: 1 t.;
- Plástico: 0,5 t.;
- Papel y cartón: 0,5 t.

## Identificación de los residuos a generar
Los residuos están codificados conforme a la Lista Europea de Residuos (LER) y son todos con las siguientes excepciones:
- Tierras y piedras no contaminadas por sustancias peligrosas, susceptibles de reutilización para restauración, acondicionamiento o relleno, siempre y cuando pueda acreditarse de forma fehaciente su destino.
- Residuos de industrias extractivas regulados por la Directiva 2006/21/CE, de 15 de marzo.
- Lodos de dragado no peligrosos reubicados en el interior de las aguas superficiales derivados de las actividades de gestión de las aguas y de las vías navegables, de prevención de las inundaciones o de mitigación de los efectos de las inundaciones o las sequías.[6]

La lista Europea clasifica los residuos por códigos de seis cifras a los residuos, cuatro cifras a los subcapítulos y dos cifras los capítulos. Los residuos más utilizados en construcción y demolición son los siguientes:
- 01 Residuos de la prospección, extracción de minas y canteras y tratamientos físicos y químicos de minerales.
- 07 Residuos de procesos químicos orgánicos.
- 08 Residuos de la fabricación, formulación, distribución y utilización (FFDU) de revestimientos (pinturas, barnices y esmaltes vítreos), adhesivos, sellantes y tintas de impresión.
- 13 Residuos de aceites y de combustibles líquidos (excepto los aceites comestibles y los de los cap. 05, 12 y 19).
  - 05 Residuos del refino del petróleo, de la purificación del gas natural y del tratamiento pirolítico del carbón.
  - 12 Residuos del moldeado y del tratamiento físico y mecánico de superficie de metales y plástico.
  - 19 Residuos de las instalaciones para el tratamiento de residuos de las plantas externas de tratamiento de aguas residuales y de la preparación de agua para consumo humano y de agua para uso industrial.
- 14 Residuos de disolventes, refrigerantes y propelentes orgánicos (excepto los de los capítulos 07 y 08).
- 15 Residuos de envases; absorbentes, trapos de limpieza, materiales de filtración y ropas de protección no especificados en otra categoría.
- 16 Residuos no especificados en otro capítulo de la lista (Vehículos de diferentes medios de transporte, Pilas y acumuladores, ....)
- 17 Residuos de la construcción y demolición (incluida la tierra excavada de zonas contaminadas).
- 20 Residuos municipales (residuos domésticos y residuos asimilables procedentes de los comercios, industrias e instituciones), incluidas las fracciones recogidas selectivamente.

## Estimaciones en obra nueva
Para calcular la cuantía de los residuos generados en una obra, en primer lugar estimaremos la cuantía de residuos (totales), expresada  en toneladas T. La estimación se realiza en función de la superficie a construir (m² construidos) y para ello emplearemos parámetros estimativos, tales como la altura de la mezcla de residuos (unos 20 cm) y una densidad tipo d (1,5 t/m³ a 0,5 t/m³).
Después efectuamos nuestro cálculo pormenorizado para cada uno de los distintos tipos de residuos. 
En un cuadro indicaremos el porcentaje (%) en peso estimado de cada residuo y el total estimado de cada tipo (∑=1), calculando después la cuantía de residuos totales.
Concluiremos con la estimación del volumen de residuos V (m³) para cada tipo según el peso evaluado.

## Estimaciones en derribos
Para calcular la cuantía de los residios generados en un derrinbo, debemos estimar la cuantía de cada tipo de residuo identificado, estimando el volumen aparente en función del peso y superficie construida y la densidad tipo.
En primer lugar clasificamos la construcción a demoler según el tipo de estructura que la sustente: fábrica, hormigón o metálica.
Para cada tipo estructural evaluamos teóricamente el volumen de residuo generado, estimando un peso p (m³ RCD cada m² construido) que aplicamos a la 	superficie construida s, para sí calcular el volumen aparente de residuos V (m³) =  p x s.
A partir de este dato podemos estimar el peso en toneladas de residuo para cada tipo, conforme a la fórmula T  = V x d, siendo d la densidad tipo entre (1,5 t /m ³ a 0,5 t/m³)
Debemos precisar si el derribo es separativo o integral, es decir mezclado.

## Utilización de residuos inertes
Residuo inerte es aquel residuo no peligroso que no experimenta transformaciones físicas, químicas o biológicas significativas, no es soluble ni combustible, ni reacciona física ni químicamente ni de ninguna otra manera, no es biodegradable, no afecta negativamente a otras materias con las cuales entra en contacto de forma que pueda dar lugar a contaminación del medio ambiente o perjudicar a la salud humana. La lixiviabilidad total, el contenido de contaminantes del residuo y la ecotoxicidad del lixiviado deberán ser insignificantes, y en particular no deberán suponer un riesgo para la calidad de las aguas superficiales o subterráneas.

## Asociaciones
En España representa al sector la Asociación Española de Demolición Técnica, Corte y Perforación